# Eu (dwuznak)
Eu – dwuznak występujący w języku niemieckim, języku angielskim i języku niderlandzkim. Jest on czytany w niemieckim jako oj, w niderlandzkim jako eł, w angielskim jako ju, a w łacinie jego odpowiednikiem jest oe. Przykładem słowa z eu jest euro, czytane po niemiecku jako [ˈɔʏ̯ʁoː] (ojro), a po angielsku ['jʊərəʊ]. Inny przykład to holenderskie steunen (opierać się), czytane jako stełne(n).